# Sudoku
| Rješenje primjera | Rješenje primjera |
| ----------------- | ----------------- |
|                   |                   |
|                   |                   |

| Rješenje primjera | Rješenje primjera |
| ----------------- | ----------------- |
|                   |                   |
|                   |                   |

Sudoku (数独, na japanskom znači jedan broj) ili učestalo sudoko je vrsta matematičke zagonetke čije je rješavanje temeljeno na logici. Sastoji se od jednog velikog kvadratnog polja, podijeljenog na 81 manjih kvadratića. Nadalje, unutar velikog kvadrata, označeno je 9 odjeljaka velikih 3x3 polja. Postoje različite težine te igre, a koristi se za zabavu ili testiranje inteligencije.

## Pravila igre
Cilj igre je ispuniti sva polja brojevima od 1 do 9, s time da se svaki broj smije pojaviti točno 9 puta. Problematika je u tome što se jedan broj smije pojaviti samo jednom u svakom retku, svakom stupcu i svakom odjeljku od 3x3 polja. Na početku igre, otkriveni su određeni brojevi, a rješavač mora otkriti gdje se nalaze svi ostali brojevi i kako su raspoređeni. Sudoku može imati više rješenja, ako je na početku otkriveno malo brojeva. Zato treba paziti da se greška ne načini na početku rješavanja. Jedini način rješavanja sudokua je metoda eliminacije, a tu se koristi svojstvom da se jedan broj smije pojaviti samo jednom u svakom stupcu, retku i bloku. Rješavanje postaje lakše ukuliko se otkrije više brojeva.

## Povijest
Igra potječe iz Japana gdje se igra već 1000 godina, dok u modernom svijetu postaje popularna zahvaljujući Howardu Garnsu koji ju je obnovio u američkom magazinu Dell Magazines. U posljednje vrijeme posebno je popularna, te se održavaju turniri, državna i svjetska prvenstva. Isto tako mogu se igrati i sudoku 2*2 i 3*3 kao lakše inačice za djecu.
Zanimljivo je da je sudoku zapravo poseban latinski kvadrat.

## Strategije
U sudoku se primjenjuju različite strategije, često više njih istovremeno. Ovdje su navedene osnovne strategije, a inače se koriste i mnoge izvedene.
Metoda eliminacije poljaOvom metodom se pokušava pronaći jedino polje u nekom retku, stupcu ili 3x3 kvadratu gdje može biti neki broj. Ovo se radi u svim smjerovima te pomoću 3x3 kvadrata.
Metoda eliminacije brojevaOvom se metodom pokušava otkriti koji se broj nalazi u nekom polju. Promatra se redak, stupac i 3x3 kvadrat u kojem se nalazi polje za koje pokušavamo otkriti broj.